# Russian Penguins
Die Russian Penguins waren ein russischer Eishockeyklub, der in der Saison 1993/94 in der International Hockey League aktiv war.

## Geschichte
Die Russian Penguins waren eine professionelle Eishockeymannschaft, die nur aus russischen Spielern bestand und während der Hauptrunde der Saison 1993/94 eine Partie gegen jede Mannschaft der International Hockey League absolvierte. Die Penguins konnten dabei zwei Mal gewinnen und verloren die restlichen elf Spiele. Insgesamt erspielten sie sechs Punkte. Topscorer der Mannschaft war Andrei Wassiljew, der in 13 Spielen 16 Punkte erzielen konnte.
Im Jahr 1993 entschied sich der damalige Besitzer der Pittsburgh Penguins, Howard Baldwin, zusammen mit verschiedenen Sponsoren, beim russischen Klub HK ZSKA Moskau einzusteigen. Ziel war es, dem NHL-Team zu ermöglichen, besseren Zugang zu russischen Talenten, und somit auch einen Vorteil gegenüber der Konkurrenz, zu haben. Die Kooperation hielt zwei Jahre und wurde aufgelöst, als sich Baldwin und andere Sponsoren zurückzogen.

## Saisonstatistik
Abkürzungen: GP = Spiele, W = Siege, L = Niederlagen, T = Unentschieden, OTL = Niederlagen nach Overtime SOL = Niederlagen nach Shootout, Pts = Punkte, GF = Erzielte Tore, GA = Gegentore, PIM = Strafminuten
| Saison  | GP | W | L | T | OTL | SOL | Pts | Platz | Playoffs |
| ------- | -- | - | - | - | --- | --- | --- | ----- | -------- |
| 1993–94 | 13 | 2 | 9 | 0 | 2   | —   | 6   | —     | —        |

## Mannschaftskader
| Torhüter    | Torhüter | Torhüter             | Torhüter                     |
| Nr.         |          | Name                 | Minuten/Tore pro Spiel/Saves |
| ----------- | -------- | -------------------- | ---------------------------- |
| 1           | Russland | Nikolai Chabibulin   | 639 / 4.41 / 323             |
| 31          | Russland | Sergei Swjagin       | 140 / 6.00 / 58              |
| Verteidiger |          |                      |                              |
| Nr.         |          | Name                 | Scorerpunkte (G/A)           |
| 7           | Russland | Alexander Ossadtschi | 5 (0/5)                      |
| 3           | Russland | Andrei Jakowenko     | 2 (1/1)                      |
| 6           | Russland | Wassili Turkowski    | 2 (0/2)                      |
| 28          | Russland | Juri Juresko         | 2 (0/2)                      |
| –           | Russland | Artur Oktjabrjow     | 2 (0/2)                      |
| –           | Russland | Alexei Issaikin      | 1 (0/1)                      |
| –           | Russland | Sergei Reschetnikow  | 1 (0/1)                      |
| 2           | Russland | Sergei Seljanin      | 1 (0/1)                      |
| 4           | Russland | Stanislaw Schalnow   | 0                            |
| 25          | Russland | Jan Golubowski       | 0                            |
| Angreifer   |          |                      |                              |
| Nr.         |          | Name                 | Scorerpunkte (G/A)           |
| 23          | Russland | Andrei Wassiljew     | 16 (10/6)                    |
| –           | Russland | Sergei Brylin        | 9 (4/5)                      |
| 21          | Russland | Walentin Morosow     | 8 (3/5)                      |
| 9           | Russland | Denis Winokurow      | 6 (3/3)                      |
| 16          | Russland | Wladislaw Jakowenko  | 6 (0/6)                      |
| 5           | Russland | Oleg Below           | 6 (3/2)                      |
| 22          | Russland | Albert Leschtschow   | 5 (2/3)                      |
| 17          | Russland | Alexander Charlamow  | 4 (2/2)                      |
| 13          | Russland | Wladimir Schaschkow  | 3 (2/1)                      |
| 24          | Russland | Michail Belobragin   | 3 (1/2)                      |
| 38          | Russland | Boris Selenko        | 3 (1/2)                      |
| 27          | Russland | Roman Mosgunow       | 2 (2/0)                      |
| 11          | Russland | Dmitri Gorenko       | 1 (1/0)                      |
| 39          | Russland | Alexander Titow      | 0                            |